# Cord Wischmann
Cord Wischmann (* um 1800 in Ratzeburg; † 27. Juli 1857 in Bremen) war ein deutscher Tischlermeister und Politiker.

## Biografie
Wischmann war zunächst Stuhlmacher, der um 1824 erstmals in Bremen im Adressbuch erwähnt wurde. 1837 erhielt er als Tischlermeister von der Zunft seine Zulassung. 
Er gründete mit 204 Gleichgesinnten am 17. Januar 1848 den Bremer Bürgerverein und wurde zum ersten Präsidenten des Vereins gewählt. Es bestand ein starker Einfluss der Gesellschaft Euphrosyne auf den Bürgerverein, in dem zahlreiche Revolutionäre vertreten waren. Nach der Revolution von 1848/49 traten der Vereinigung viele Bürger bei. Neben Wischmann waren die Lehrer Christian Friedrich Feldmann und Heinrich Kotzenberg, der Buchdrucker Emil Meyer sowie andere Tischlermeister die führenden Vertreter der Bewegung. Am 8. März 1848 vertrat der redegewandte Wischmann vor dem Senat der Freien Hansestadt Bremen eine Resolution, die in Bremen neue Freiheitsrechte einforderte. Beachtung fand seine flammende Antrittsrede auf dem norddeutschen Handwerkskongress vom 2. Juni 1848, die sich gegen die preußische Gewerbepolitik richtete und gegen die „Versklavung der Arbeit durch das Kapital“. Er suchte aber auch den politischen Ausgleich zwischen den Handwerk und dem Handel. So gehörte er in dieser revolutionären Zeit nicht zu den radikalen, sondern zu den eher liberalen Kräften. Er wurde am 29. März 1849 in die neue Bremische Bürgerschaft gewählt und neben Feldmann als Präsident zum Vizepräsidenten der Bürgerschaft gewählt. 
Diese demokratische Bürgerschaft wurde aber bereits im März 1852 durch den Senat ohne Rechtsgrundlage aufgelöst. Auch der Bremer Bürgerverein wurde nach Ende der Revolution im März 1852 durch den Senat verboten. Damit endete seine politische Laufbahn und er blieb weiterhin als Tischlermeister tätig und war von 1855 bis 1857 Vizepräsident der Gewerbekammer Bremen.